# Miss Mundo Brasil 2014
Miss Mundo Brasil 2014 foi a 9ª edição de um concurso de beleza feminino sob a gestão da MMB Produções & Eventos (representada pelo empresário Henrique Fontes), a 25ª edição de realização de uma disputa específica para a eleição da brasileira ao concurso de Miss Mundo e o 55º ano de participação do Brasil na disputa internacional. Esta edição ocorreu pela primeira vez na cidade de Florianópolis, tendo sua final realizada no "Costão do Santinho Resort", com transmissão da Rede Vida, TVCOM e TV UOL. Disputaram o título quarenta (40) candidatas, sagrando-se vencedora a representante do Rio Grande do Sul, Julia Weissheimer Werlang Gama.

## Resultados

### Colocações
| Colocação                                               | Representação & Candidata |
| ------------------------------------------------------- | --- |

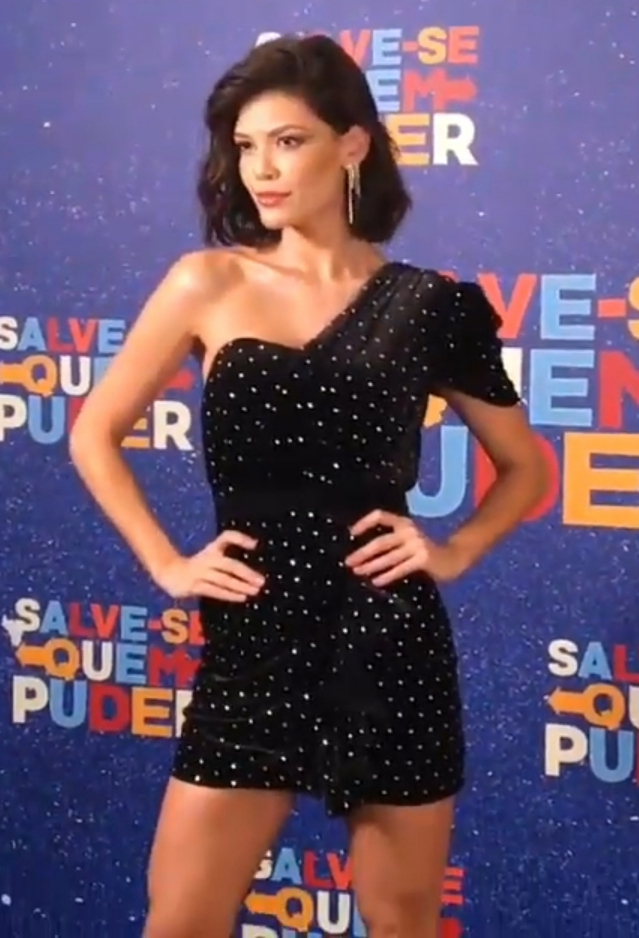
Vitória Strada, hoje atriz da Rede Globo, foi a vice-Miss Mundo Brasil deste ano.

| Vencedora                                               | - Rio Grande do Sul - Julia Gama |
| 2º. Lugar                                               | - Ilha da Pintada - Vitória Strada |
| 3º. Lugar                                               | - Ilha dos Lobos - Vitória Bisognin |
| Top 10 Finalistas (Em ordem final de classificação)     | - São Paulo - Victória Ceotto - Santa Catarina - Elisa Freitas - Ilhas de Búzios - Isabel Correa - Rio de Janeiro - Gabrielle Vilela - Sergipe - Rafaela Machado - Amazonas - Hanna Weiser - Mato Grosso do Sul - Camila Nantes |
| Top 21 Semifinalistas (Em ordem final de classificação) | - Paraná - Érica Henrique - Espírito Santo - Nathália Deon - Ilhabela - Greicy Kelly Nobre - Ilha de Porto Belo - Priscielle Carraro - Paraíba - Camilla Gadelha - Alagoas - Camila Leão - Pará - Kíssia Oliveira - Pernambuco - Andresa Alves - Ilha do Mel - Joana Marafon - Ilhas Anavilhanas - Domênica Nepomuceno - Rondônia - Micheli Eggert |

### Premiações Especiais
O concurso distribuiu os seguintes prêmios este ano: 
| Colocação             | Representação & Candidata         |
| --------------------- | --------------------------------- |
| Miss Simpatia         | Goiás - Luciana Novais            |
| Miss Fotogenia        | Ilhas de Búzios - Isabel Correa   |
| Miss Elegância        | Rio Grande do Sul - Julia Gama    |
| Miss Cordialidade     | Maranhão - Nicolle Casagrande     |
| Miss Popularidade UOL | Rondônia - Micheli Eggert         |
| Miss Health & Fitness | Paraíba - Camilla Gadelha         |
| Melhor Cabelo         | Amazonas - Hanna Weiser           |
| Melhor Sorriso        | Rio de Janeiro - Gabrielle Vilela |
| Melhor Rosto          | Rio Grande do Sul - Julia Gama    |
| Melhor Pele           | Maranhão - Nicolle Casagrande     |
| Top Brasil            | Amazonas - Hanna Weiser           |

### Ordem dos anúncios
| 1. Ilha de Búzios 2. Pernambuco 3. Ilha do Mel 4. Rio Grande do Sul 5. Rio de Janeiro 6. Ilha dos Lobos 7. Mato Grosso do Sul 8. Ilhas Anavilhanas 9. Ilha da Pintada 10. Santa Catarina 11. Alagoas 12. Sergipe 13. Ilha de Porto Belo 14. Ilhabela 15. São Paulo 16. Paraná 17. Paraíba 18. Amazonas 19. Espírito Santo 20. Pará 21. Rondônia | 1. Mato Grosso do Sul 2. São Paulo 3. Ilhas de Búzios 4. Ilhas dos Lobos 5. Santa Catarina 6. Amazonas 7. Ilha da Pintada 8. Sergipe 9. Rio Grande do Sul 10. Rio de Janeiro |  |  |

## Jurados

### Final
Ajudaram a eleger a vencedora:
| 1. Andreas Júnior, publicitário; 2. Kevin Souza, lutador de MMA; 3. Fabiana Dietsch, expert em moda; 4. Juceila Bueno, Miss Mundo Brasil 2011; 5. Alexander Gonzalez, consultor de imagem venezuelano; 6. Alicy Scavello, médica e diretora do "Beleza com Propósito Brasil"; 7. Cris Kunts, diretora de seleção do Miss Mundo Brasil; 8. Luís Eduardo Pineze, diretor da Rede Vida; 9. Lucas Montandon, Mister Brasil 2014; 10. Jane Borges, Miss Mundo Brasil 2006; 11. Juliano Crema, dermatologista; 12. Eliéser Ambrosio, modelo; | 1. Marina Fontes, chef de cozinha; 2. Nicklas Pedersen, Mister Mundo 2014; 3. Mariana Silvestre, modelo e Miss Brasil Supranacional; 4. Pila de Moraes, representante da Universidade Estácio de Sá; 5. Marcelo Zingali, da Agência de Viagens do Costão do Santinho; 6. Roberto Kennedy, diretor de vendas do Costão do Santinho; 7. Nádia Serre, coordenadora do Miss Mundo Argentina; 8. Roberta Pereira da Silva, Miss Mundo Brasil 1986; 9. Roberta Schneider, consultora de carreiras; 10. Soraia Dietsch, diretora do Diso Fashion; 11. Manoel Barrios, cirurgião dentista; |

## Rainhas regionais
As candidatas mais bem classificadas por região do País:
| Prêmio                 | Representação & Candidata            |
| ---------------------- | ------------------------------------ |
| Rainha do Centro-Oeste | - Mato Grosso do Sul - Camila Nantes |
| Rainha do Nordeste     | - Sergipe - Rafaela Machado          |
| Rainha do Norte        | - Amazonas - Hanna Weiser            |
| Rainha do Sudeste      | - São Paulo - Victória Ceotto        |
| Rainha do Sul          | - Rio Grande do Sul - Julia Gama     |

## Etapas Preliminares

### Beleza Praia
| Colocação | Representação & Candidata        |
| --------- | -------------------------------- |
| 1         | - Rio Grande do Sul - Julia Gama |
| 2         | - Paraíba - Camilla Gadelha      |
| 3         | - Santa Catarina - Elisa Freitas |

### Desafio Esportivo
| Colocação             | Representação & Candidata |
| --------------------- | --- |
| 1                     | - Rio de Janeiro - Gabrielle Vilela |
| 2                     | - Paraná - Érica Henrique |
| 3                     | - Ilha do Mel - Joana Marafon - Paraíba - Camilla Gadelha |
| Top 10 Semifinalistas | - Ilha da Pintada - Vitória Strada - Ilha de Porto Belo - Priscielle Carraro - Mato Grosso do Sul - Camila Nantes - Minas Gerais - Eduarda D'Ávila - Pará - Kíssia Oliveira - Pernambuco - Andressa Alves |

### Beleza com Propósito
| Colocação  | Representação & Candidata                                         |
| ---------- | ----------------------------------------------------------------- |
| 1          | - São Paulo - Victoria Ceotto                                     |
| 2          | - Rio Grande do Sul - Julia Gama                                  |
| 3          | - Paraná - Érica Henrique                                         |
| Finalistas | - Ilha do Mel - Joana Marafon - Ilha dos Lobos - Vitória Bisognin |

### Top Model
| Colocação | Representação & Candidata                                                                           |
| --------- | --------------------------------------------------------------------------------------------------- |
| 1         | - Ilhas de Búzios - Isabel Correa - Rio Grande do Sul - Julia Gama - Santa Catarina - Elisa Freitas |

### Miss Talento
| Colocação             | Representação & Candidata |
| --------------------- | --- |
| 1                     | - Ilha de Porto Belo - Priscielle Carraro                                                                                                 |
| 2                     | - Santa Catarina - Elisa Freitas |
| 3                     | - Ilhas de Búzios - Isabel Correa |
| Finalistas            | - Ilha da Pintada - Vitória Strada - Rio Grande do Sul - Julia Gama                                                                       |
| Top 10 Semifinalistas | - Alagoas - Camila Leão - Bahia - Jessica Alli - Ilha de Maracá - Claudine Kathleen - Paraná - Érica Henrique - Roraima - Carina Brendler |

### Miss Multimídia
| Colocação | Representação & Candidata        |
| --------- | -------------------------------- |
| 1         | - Rio Grande do Sul - Julia Gama |

## Candidatas
Abaixo encontra-se a lista completa de candidatas deste ano:

### Estaduais
| - Acre - Tainá Menezes - Alagoas - Camila Leão - Amapá - Daiane Uchôa - Amazonas - Hanna Weiser - Bahia - Jéssica Alli - Ceará - Natálya Braga - Distrito Federal - Nicole Moreira - Espírito Santo - Nathália Deon - Goiás - Luciana Novais - Maranhão - Nicolle Casagrande - Mato Grosso - Jéssica Fiorenza - Mato Grosso do Sul - Camila Nantes - Minas Gerais - Eduarda D'Ávila | - Pará - Kíssia Oliveira - Paraíba - Camilla Gadelha - Paraná - Érica Henrique - Pernambuco - Andresa Alves - Rio de Janeiro - Gabrielle Vilela - Rio Grande do Norte - Vanessa Medeiros - Rio Grande do Sul - Julia Gama - Rondônia - Micheli Eggert - Roraima - Carina Brendler - Santa Catarina - Elisa Freitas - São Paulo - Victória Ceotto - Sergipe - Rafaela Machado - Tocantins - Fernanda Caixeta |

### Insulares
| - Ilhabela - Greicy Kelly Nobre - Ilha da Pintada - Vitória Strada - Ilha de Maracá - Claudine Kathleen - Ilha de Marajó - Bianca Cardoso - Ilha de Porto Belo - Priscielle Carraro - Ilha de Santana - Andréia Cordovil - Ilha de São Francisco do Sul - Emanuele Pamplona - Ilha do Mel - Joana Marafon - Ilha dos Lobos - Vitória Bisognin - Ilha dos Marinheiros - Juliana Bohm - Ilhas Anavilhanas - Domênica Nepomuceno - Ilhas de Búzios - Isabel Correa - Ilhas de Florianópolis - Gabriela Gerber - Ilhas do Guaíba - Marceli Viana |

## Designações
Candidatas designadas para representar o Brasil em concursos internacionais à convite da organização:
Legenda
      A representante do Brasil venceu a disputa.
      A representante do Brasil parou na 2ª colocação.
      A representante do Brasil parou na 3ª colocação.
| Candidata & Posição no nacional           | Concurso internacional & local da final                                | Posição na disputa internacional |
| ----------------------------------------- | ---------------------------------------------------------------------- | -------------------------------- |
| Julia Gama (1ª colocada)                  | Miss World 2014 (Final: Londres, Inglaterra)                           | Top 11 · Beauty with a Purpose   |
| Raquel Benetti (2ª colocada em 2013)      | Reina Hispanoamericana 2014 (Final: Santa Cruz de la Sierra, Bolívia)  | 8ª Colocada                      |
| Camila Nantes (10ª colocada)              | Miss Continentes Unidos 2014 (Final: Guaiaquil, Equador)               | Top 10                           |
| Érica Henrique (11ª colocada)             | Miss Tourism International 2014 (Final: Kuala Lumpur, Malásia)         |                                  |
| Priscilla Durand (6ª colocada em 2013)    | Reinado Internacional del Café 2014 (Final: Manizales, Colômbia)       | Vencedora · Melhores Pernas      |
| Taynara Gargantini (14ª colocada em 2013) | Reinado Internacional de la Ganadería 2014 (Final: Montería, Colômbia) | Vencedora                        |